# تومي ديفيس
تومي ديفيس (بالإنجليزية: Tommy Davies)‏ مواليد 7 مايو 1920 - الوفاة 1998 في ويلز، كان ملاكم محترف ويلزي صنّف ضمن فئة الوزن المتوسط.

## إحصائيات
خاض خلال مسيرته 82 نزالا، فاز في 50 وتعادل في 6 وخسر في 26. فاز بالضربة القاضية في 27 نزالا.

## روابط خارجية
- تومي ديفيس على موقع بوكس ريك (الإنجليزية) (registration required)